# Krzysztof Spałek
Krzysztof Paweł Spałek (ur. 15 marca 1970 w Ozimku, zm. 10 grudnia 2019) – polski botanik, popularyzator nauki i fotograf przyrody.
Absolwent liceum ogólnokształcącego w Zawadzkiem z 1989 r. i biologii na Uniwersytecie Wrocławskim z 1994 r. W tymże roku został pracownikiem naukowym Uniwersytetu Opolskiego, na którym pracował do śmierci. Doktorat uzyskał na Uniwersytecie Wrocławskim w roku 1999.
Opublikował przeszło 150 prac naukowych i około 250 popularnonaukowych. Głównym tematem jego badań naukowych była roślinność Śląska, zwłaszcza Śląska Opolskiego i jej ochrona. Był współredaktorem „Czerwonej księgi roślin województwa opolskiego.
Odkrył stanowisko paleontologiczne w Krasiejowie w czasie nauki w liceum w 1985, a zebraną tam przez siebie kolekcję skamieniałości kostnych podarował naukowcom. Materiał ten nie został jednak opublikowany, a wstrzymanie eksploatacji górniczej warstw kostnych nastąpiło dopiero w 1993, w wyniku niezależnego, powtórnego odkrycia tego stanowiska w 1993 r. przez zespół profesora Dzika, co doprowadziło do rozpoczęcia wykopalisk paleontologicznych na szeroką skalę i pierwszej publikacji naukowej w roku 2000.
Był także fotografem przyrody, indywidualna wystawa jego prac została przygotowana przez Fotoklub Opole i Wojewódzką Bibliotekę Publiczną w Opolu i wystawiona w Opolu na przełomie 2019/2020.
Uhonorowano go Nagrodą im. Karola Miarki (2006) i tytułem ,,Zasłużony dla Gminy Ozimek” (2010 r.).
Życiu i pracy Krzysztofa Spałka poświęcona jest książka "Przerwany lot barwnego motyla" (red. T. Kudyba) wydana w 2020 r. Pochowany został na cmentarzu w Krasiejowie.